# 杉村倉庫
株式会社杉村倉庫（すぎむらそうこ、英: Sugimura Warehouse Co., Ltd.）は、大阪府大阪市港区に本社を置く、倉庫業を行う企業である。
野村財閥系であり、野村ホールディングス株式会社が親会社となっている。

## 沿革

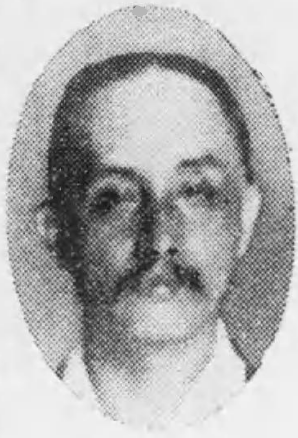
創業者の杉村正太郎

- 1895年（明治28年）10月 - 杉村正太郎が大阪市西区で開業[3]。（杉村は経営不振により1925年に引退[4])
- 1919年（大正8年）10月 - 株式会社に改組、株式会社杉村倉庫とする。
- 1940年（昭和15年）9月 - 倉庫業法による倉荷証券発行許可を取得。
- 1949年（昭和24年）5月 - 大阪証券取引所、京都証券取引所に株式を上場。
- 1958年（昭和33年）2月 - 福崎梱包運輸株式会社（現：杉村物流サービス株式会社）を子会社化。
- 1961年（昭和36年）10月 - マルエス運送株式会社（現：杉村運輸株式会社）を設立。
- 1968年（昭和43年）8月 - 浪速海運株式会社（現：近畿港運株式会社）を関連会社化。
- 1972年（昭和47年）5月 - 杉村興産株式会社を設立。
- 2013年（平成25年）7月 - 東京証券取引所と大阪証券取引所の統合により東京証券取引所市場第二部上場。

## 関連会社

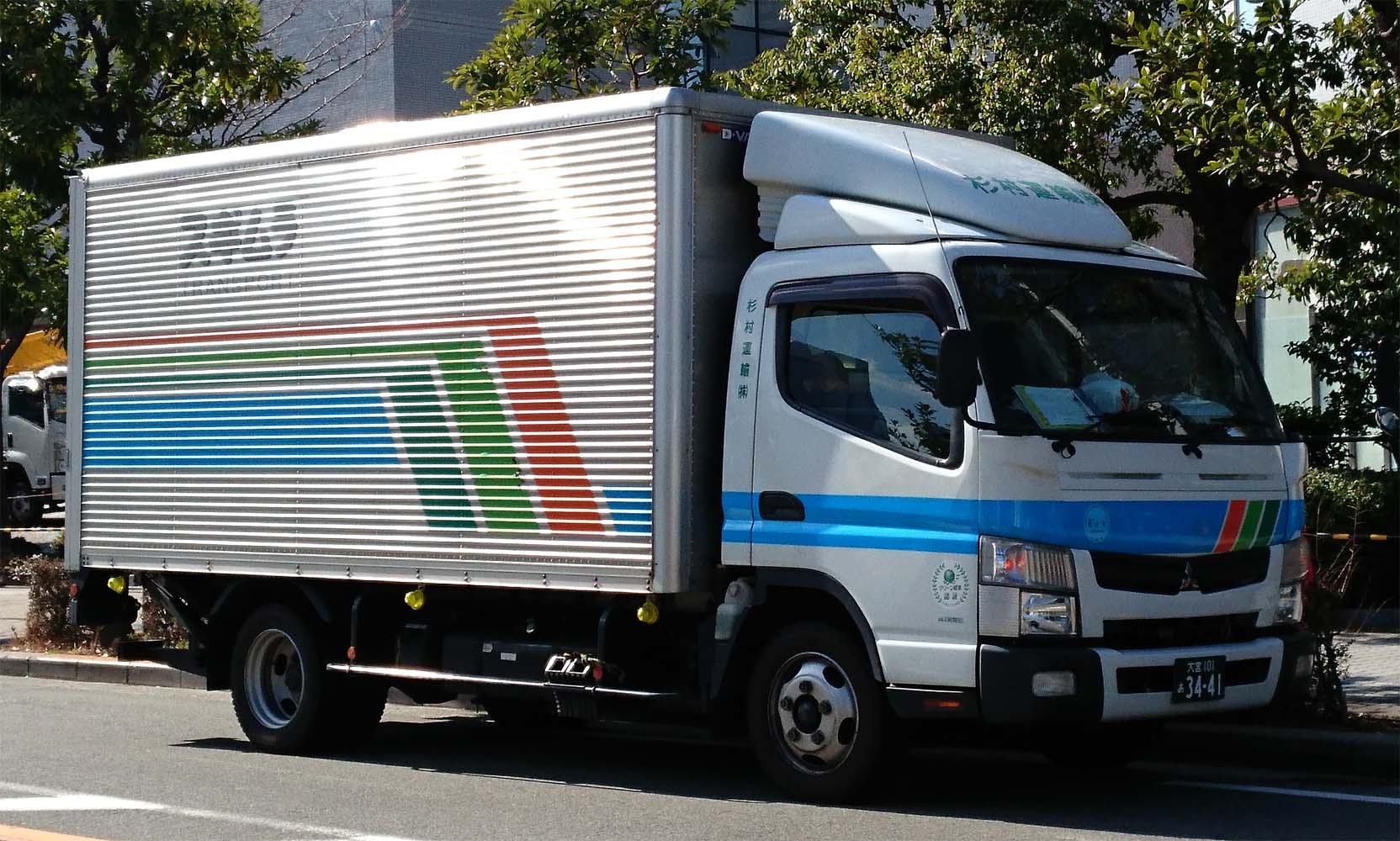
杉村運輸トラック

### 親会社
- 野村ホールディングス株式会社

### 連結子会社
- 杉村運輸株式会社
- 杉村興産株式会社

### その他関係会社
- 野村土地建物株式会社